# A.D. Vision
A.D. Vision (comunemente chiamata ADV) era una compagnia statunitense del settore dell'intrattenimento con sede a Houston e che è attiva nella produzione e distribuzione di home video, trasmissioni televisive, distribuzione di film teatrali, merchandising, pubblicazione di giornali e libri comici a fumetti. Inoltre è la più grande compagnia di anime in tutto il Nord America.

## Storia
Venne fondata nel 1992 dai fan degli anime John Ledford e Matt Greenfield. Da allora la compagnia è cresciuta immensamente in dimensione e ha diversificato con numerose aziende collegate. Forse la sua proprietà principale è la serie anime dello studio Gainax Neon Genesis Evangelion, originalmente lanciata da ADV negli USA nel 1997 e da allora rilanciata molte volte. La compagnia ha uffici in Nord America, Europa e Asia. In Italia, gran parte del catalogo di ADV fu distribuito da Shin Vision.
Per loro stessa ammissione il significato delle iniziali "A.D." è un ben nascosto segreto dell'azienda.

## Aziende collegate ad A.D. Vision
- ADV Films, il centro originario del gruppo, che distribuisce anime, tokusatsu e materiale live-action
- Softcel Pictures, è il braccio dell'azienda che si specializza nelle immagini del Hentai anime.  Solitamente, queste immagini non hanno loro dubs inglesi.
- Newtype USA, l'edizione americana del giornale giapponese Newtype
- Anime Network, la prima tv via cavo di anime degli Stati Uniti
- ADV Manga, che pubblica manga giapponesi
- ADV Music, che pubblica colonne sonore da anime e altri film manga giapponesi
- ADV Pro, che è lo studio di produzione di manga del gruppo
- ADV Toys, che si occupa del merchandising